# 新札幌車站

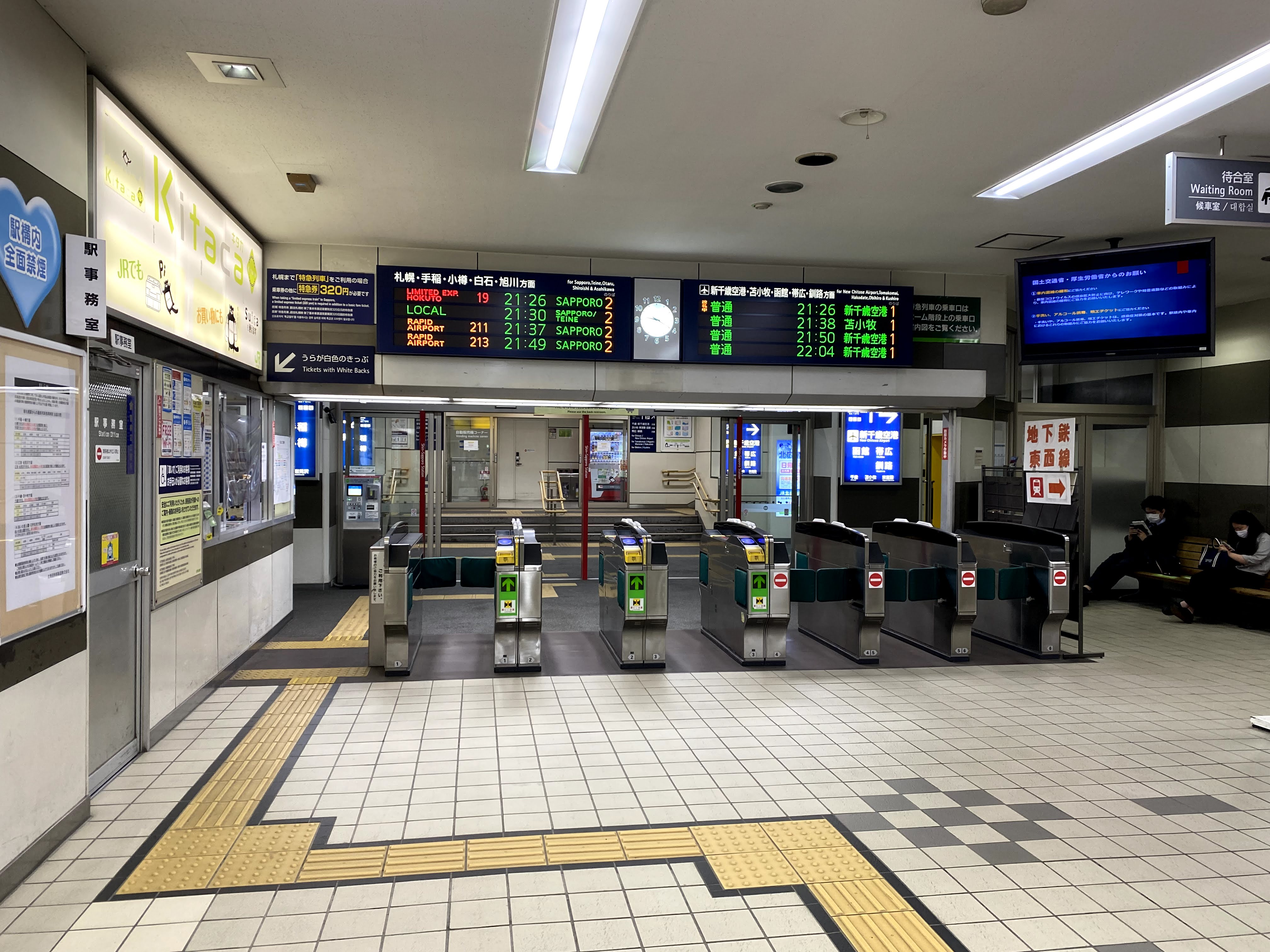
檢票口（2021年9月）

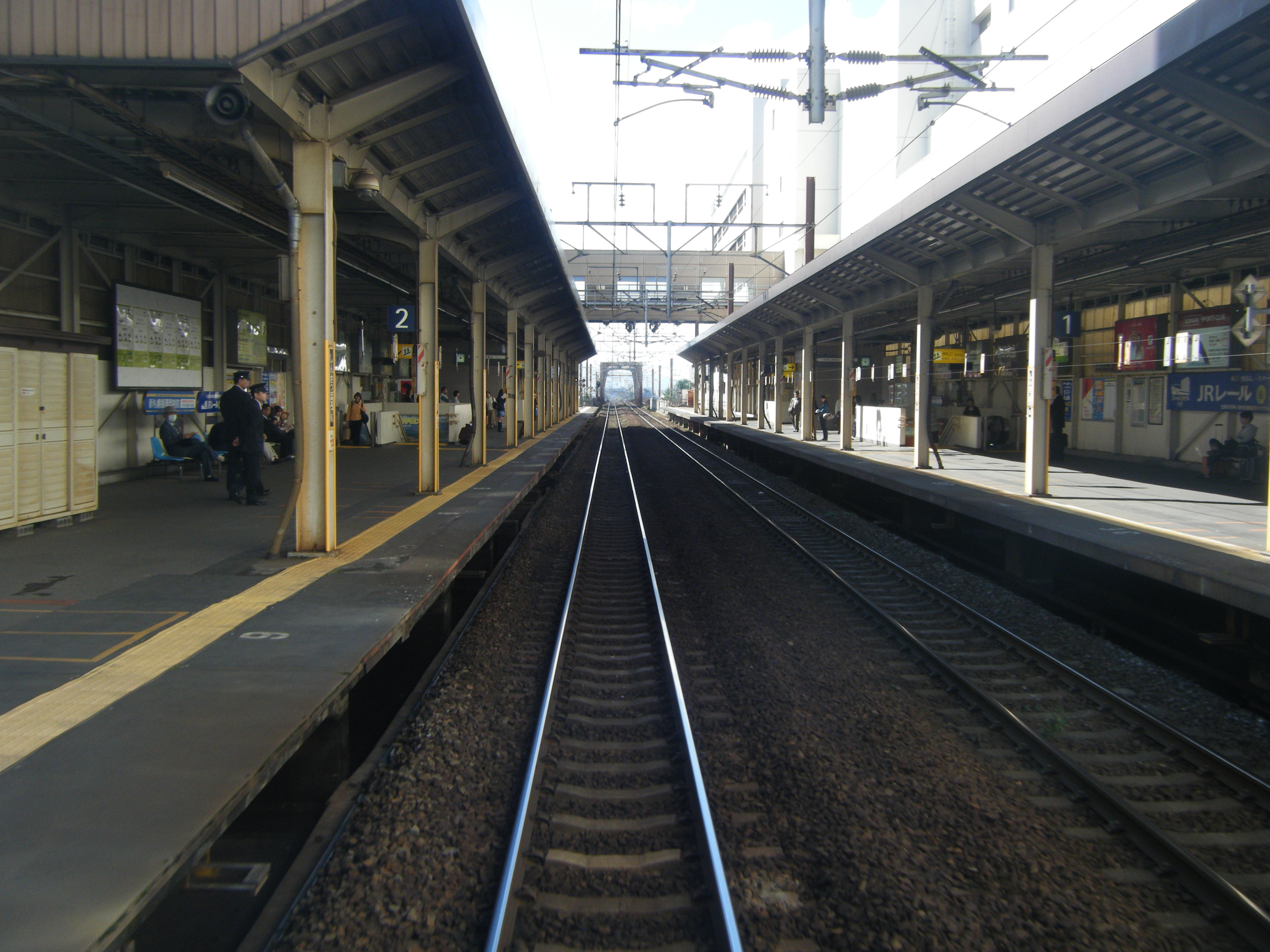
月臺（2009年9月）

新札幌站（日语：／ Shin-sapporo eki */?）是位於北海道札幌市厚別區，屬於北海道旅客鐵道（JR北海道）千歲線的車站。

## 概要
此站為札幌市厚別區的中心車站。經過的客運列車（除臨時臥鋪特急仙后座號列車以外）全部停靠本站。此站同時是北海道使用人數僅次於札幌站，新千歲機場站的第三大车站。周圍設置眾多商業設施，由於位處札幌和新千歲機場中間，交通便利，有很多觀光客下榻附近旅館。
本站和札幌市營地下鐵東西線的新札幌站連接，是北海道除札幌車站外唯一JR和地下鐵有連接的車站，故同為指定轉車站。本站往東為丘陵和高地，向西則地勢平坦，是石狩平原的東部門戶，地理位置重要。

### 停靠列車
- 特急「北斗」
- 特急「鈴蘭」特急「大空、十勝」
- 快速「機場」

## 歷史
戰前是日本國鉄的農場和大日本帝國陸軍的厚別彈藥庫。戰後土地轉讓給札幌市成爲「新札幌副都心」。農場成爲札幌市營ひばりが丘團地。彈藥庫成爲商業地帶。千歲線短縮時在現址建造了本站。
建造時新札幌站是現在的札幌貨物總站。因此暫時被稱爲下野幌站（当时的上野幌站現為厚別南公園）。1973年7月開業前將新札幌站更名为札幌貨物總站，本站则正式命名为新札幌站。

## 車站結構
本站為擁有對向式月台2面2線的高架車站。由於月台的有效長度較短，一些加掛車廂至10節的特急列車停靠時只開啟部份車門。

### 月台配置
| 月台 | 路線    | 方向 | 目的地                                                 |
| ---- | ------- | ---- | ------------------------------------------------------ |
| 1    | ■千歲線 | 上行 | 千歲、新千歲機場、苫小牧、東室蘭、函館、帶廣、釧路方向 |
| 2    | ■千歲線 | 下行 | 札幌、手稻、小樽方向                                   |

## 利用狀況
| 乘車人數 | 乘車人數        |
| 年度     | 1日平均乘車人數 |
| -------- | --------------- |
| 2003     | 13,240          |
| 2004     | 13,230          |
| 2005     | 13,440          |
| 2006     | 13,510          |
| 2007     | 13,680          |
| 2008     | 13,740          |
| 2009     | 13,630          |
| 2010     | 13,700          |
| 2011     | 13,800          |
| 2012     | 13,879          |
| 2013     | 14,097          |

## 車站周圍
- 國道12號

## 巴士
- 新札幌巴士總站

## 相鄰車站
※特急列車的詳細停靠站參見各列車條目。
北海道旅客鐵道（JR北海道）
■千歲線
■特别快速「機場」
南千岁（H14）－新札幌（H05）－札幌（01）
■快速「機場」
北廣島（H07）－新札幌（H05）－（一部分停靠白石站（H03））－札幌（01）
■普通
上野幌（H06）－新札幌（H05）－平和（H04）

## 外部連結
- 新札幌駅構内図（JR北海道） （页面存档备份，存于）